# Сын человеческий

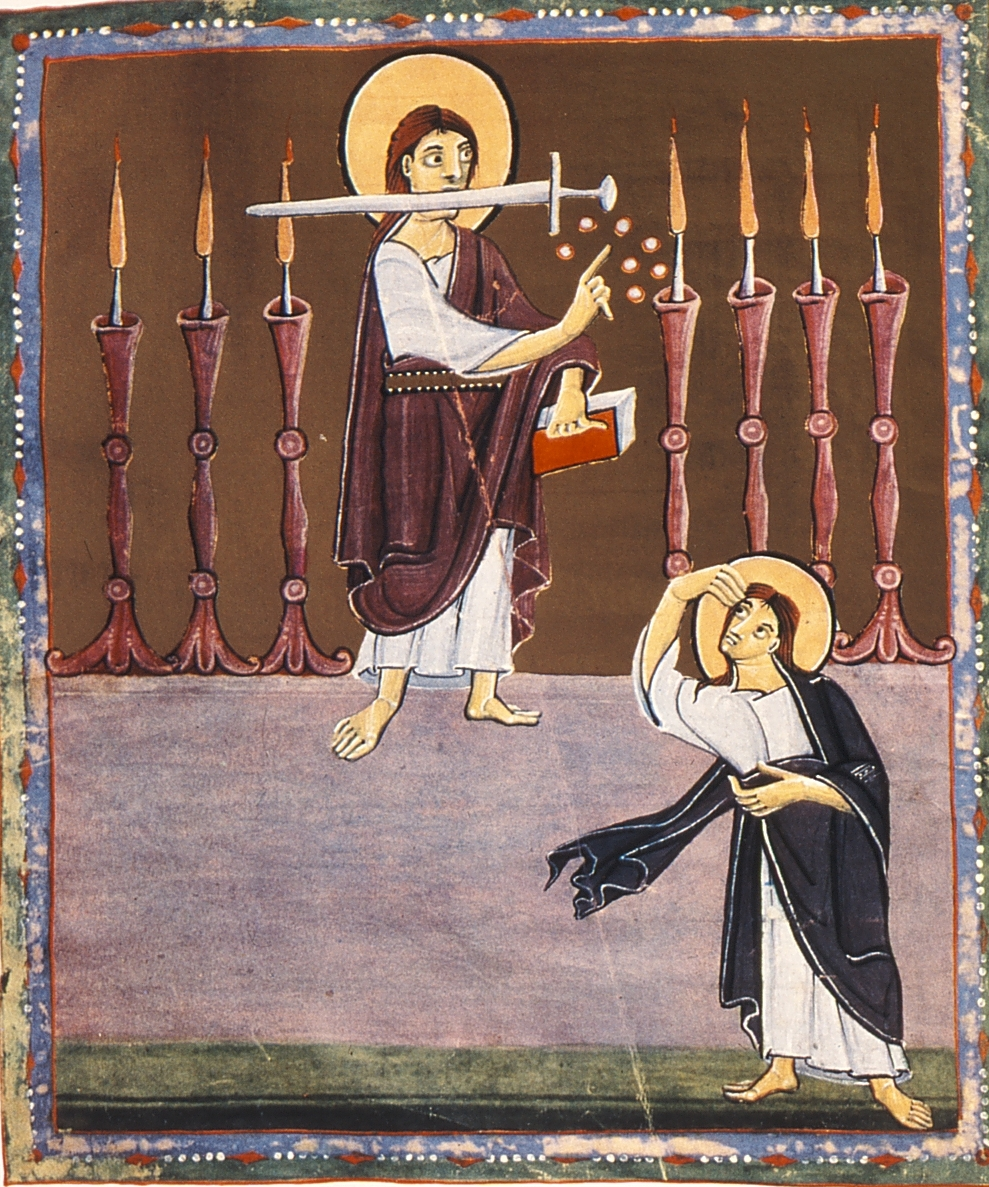
«Подобный Сыну Человеческому» с мечом в устах посреди семи светильников. Откровение Иоанна Богослова, иллюстрация из Бамбергского Апокалипсиса XI века

Сын человеческий (сын человека: ивр. בן אדם‎; иуд.-арам. בר אנש‎; др.-греч. υἱὸς ἀνθρώπου) — идиома, берущая своё начало в Танахе (еврейской Библии). Вначале это словосочетание обозначало обычную принадлежность к человеческому роду в смысле некто или один из. Позднее термин стал употребляться эсхатологически, означая божественного посланника.

## В Ветхом Завете
Выражение «сын человеческий» в обычном значении встречается в еврейской Библии 107 раз, большинство (93 раза) — в Книге пророка Иезекииля. Книга Даниила впервые описывает его как будущего спасителя человечества, которому Бог после страшного суда даст власть над миром:

Видел я в ночных видениях, вот, с облаками небесными шёл как бы Сын человеческий, дошёл до Ветхого днями и подведён был к Нему. И Ему дана власть, слава и царство, чтобы все народы, племена и языки служили Ему; владычество Его — владычество вечное, которое не прейдет, и царство Его не разрушится.
— Дан. 7:13—14
В книге Еноха, входящей в Ветхий Завет эфиопской Библии, Сын Человеческий — это небесное существо, посылаемое в этот мир. Сын Человеческий придёт совершить суд и водворить правду.

## В Новом Завете
Согласно Католической энциклопедии, в Евангелиях выражение «Сын человеческий» используется для обозначения Иисуса Христа не менее 81 раза: 30 раз в Евангелии от Матфея, 14 — в Евангелии от Марка, 25 — в Евангелии от Луки и 12 — в Евангелии от Иоанна. Протестантский теолог Джордж Элдон Лэдд высказывает удивление по поводу того, что ранняя церковь проигнорировала это «единственное наименование, которым Иисус свободно пользовался по отношению к Себе и которым предпочитал Себя называть».
За пределами Евангелий публично это выражение используется лишь однажды, в устах первого мученика Стефана (Деян. 7:56).
Во времена Иисуса Христа выражение «Сын человеческий» не было очень широко известно, если вообще было известно как мессианский титул. Однако протодиакон Андрей Кураев считал так:

…иудеи, знакомые с книгой Даниила (Дан. 7,13), где «Сын Человеческий» оказывается мессианским титулом, и с позднейшей апокрифической литературой (т. н. Книги Еноха), слышали в этом словосочетании высокий смысл: Сын Человеческий — это Судия и Спаситель последних времен, Христос, эсхатологическая надежда Израиля. Но греки, не знакомые с этой литературой, в словосочетании «сын человеческий» могли воспринять не возвышающий, а только занижающий смысл: просто человек. Поэтому при перенесении своей проповеди за пределы синагоги апостолы стали именовать Христа «Сыном Божиим».

Об этом же говорил протоиерей Александр Мень: «Он не произнёс слова „Мессия“, однако выражение „Сын Человеческий“ было им понятно; оно означало, что новый Учитель — Тот, Кого все давно с нетерпением ждали». Это понимание «сына человеческого» как Христа хорошо видно в Евангелии от Иоанна: «Народ отвечал Ему: мы слышали из закона, что Христос пребывает вовек; как же Ты говоришь, что должно вознесену быть Сыну Человеческому?» (Ин. 12:34).
Однако, по мнению библеиста Барта Эрмана, исторический Иисус таким образом описывал не себя, а космического судью, который должен был скоро прийти с небес.